# الرد الفلسطيني على مجزرة الحرم الإبراهيمي
الرد الفلسطيني على مجزرة الحرم الإبراهيمي: هي سلسلة عمليات انتقامية نفذتها كتائب الشهيد عز الدين القسام الجناح العسكري لحركة حماس من تخطيط المهندس يحيى عياش قائد كتائب القسام بالضفة الغربية رداً على مجزرة الحرم الإبراهيمي التي وقعت في 25 فبراير 1994 في مدينة الخليل ونفذها الإرهابي المُتطرف اليهودي «باروخ غولدشتاين» وراح ضحيتها 29 قتيلاً وجرح 150.

## العمليات الانتقامية التي نفذتها المقاومة
جاء الرد الفلسطيني غلى المذبحة بعدة عمليات استشهادية منها:
- عملية العفولة: وهي أول عمليات الثأر الفلسطيني وقعت بتاريخ 6\4\1994 حيث قام مقاتل من كتائب عز الدين القسام يدعى (رائد زكارنة) بتفجير سيارة مفخخة في محطة باصات العفولة أدت العملية إلى مقتل 9 إسرائيليين وجرح 50 وكانت هذه العملية بداية الرد الفلسطيني.
- عملية الخضيرة: وقعت بعد العملية الأولى بأسبوع بتاريخ 13\4\1994 كان الإسرائيليون يحتفلون بذكرى انتصاراتهم في الحروب العربية الإسرائيلية حيث قام مقاتل من كتائب عز الدين القسام يدعى (عمار عمارنة) بتفجير نفسه في حافلة إسرائيلية تابعة لشركة إيجد في مدينة الخضيرة أسفرت العملية عن مقتل 5 إسرائيليين وجرح 32.
- عملية أسر الجندي نخشون فاكسمان: في يوم الأحد الموافق 9\10\1994 أعلنت كتائب القسام عن اختطاف الجندي الإسرائيلي نخشون فاكسمان وأعطت كتائب القسام الحكومة الإسرائيلية 4 أيام مهلة لتفرج عن مجموعة من الأسرى (وهم الشيخ أحمد ياسين وصلاح شحادة وزعيمي حزب الله مصطفى الديراني وعبد الكريم عبيد وجميع معتقلين كتائب القسام وجميع الأسيرات الفلسطينيات و180 أسير من باقي الفصائل وتم تحديد الساعة التاسعة من مساء يوم الجمعة الموافق 14 تشرين الأول كموعد نهائي لتنفيذ المطالب السابقة وإلا ستقوم الكتائب بقتل الجندي والاحتفاظ بجثته) ولكن تم رصد موقع المقاتلين المحتجزين الجندي فاكسمان في الساعة 5 من صباح يوم الجمعة الموافق 14\10\1994 أي قبل انتهاء المهلة بساعات وهو منزل موجود في بلدة بئر نبالا قرب القدس في الساعة السابعة من مساء نفس اليوم حاولت قوة كوماندوز إسرائيلية تحرير فاكسمان فوقع اشتباك شرس بين المقاتلين الفلسطينيين وجنود الاحتلال مما أدى إلى مقتل قائد الوحدة الإسرائيلية ومقتل نخشون فاكسمان وإصابة 3 جنود إسرائيليين، واستشهد الثلاثة مقاومين.
- عملية شارع ديزنغوف: وقعت صباح 19\10\1994 حيث قام مقاتل من كتائب القسام يدعى (صالح صوي نزال) بتفجير نفسه داخل حافلة إسرائيلية كانت تمر من شارع الديزنكوف في تل أبيب مما أدى إلى مقتل 22 إسرائيلي وجرح 47.
- عملية سلاح الطيران: وقعت بتاريخ 25\12\1994 حيث قام مقاتل من كتائب عز الدين القسام يدعى (أسامة راضي) بتفجير نفسه في حافلة تقل ضباط وطيارين في سلاح الجو الإسرائيلي في القدس مما أدى إلى إصابة 13 طيار إسرائيلي 2 منهم بحالة خطيرة.